# Sara Paretsky
Sara Paretsky (Ames, 8 giugno 1947) è una scrittrice statunitense.

## Biografia
Nata in Iowa e cresciuta in Kansas, si è laureata in scienze politiche alla University of Kansas. Ha preso poi un Ph.D. in storia alla University of Chicago e un MBA alla Booth School of Business.
Sposata con Courtenay Wright, professore di fisica dell'Università di Chicago, vive a Chicago dal 1968. Hanno tre figli.
La protagonista di quasi tutti i romanzi della Paretsky è V.I. Warshawski, un'investigatrice privata, apparsa anche in un film del 1991 e interpretata da Kathleen Turner. Le viene attribuito il merito di aver trasformato il ruolo e l'immagine della donna nel romanzo poliziesco. Viene inoltre considerata la madre fondatrice di Sisters in Crime, un'organizzazione che sostiene e promuove le donne che scrivono romanzi mystery.
Nel 2011 ha vinto il Grand Master Award assegnato dal Mystery Writers of America. Ha vinto anche molti altri premi, tra cui il Cartier Diamond Dagger Award alla carriera dalla British Crime Writers' Association e il CWA Gold Dagger per Blacklist.

## Opere

### Romanzi
- 1982. Indemnity Only
  - Nel freddo della notte, trad. di Diego Biasi, Il Giallo Mondadori n. 1796, Milano 1983
  - I re della truffa, trad. Luca Briasco, Roma, minimum fax, 2020
- 1984. Deadlock
  - Nodo alla gola, Milano RCS, 1995, ISBN 88-454-0722-5
  - Vicolo cieco, trad. Luca Briasco, Roma, minimum fax, 2021
- 1985. Killing Orders
- 1987. Bitter Medicine
  - Il dottore dov'era? trad. di Sofia Mohamed, Milano, Gruppo editoriale Fabbri-Bompiani-Sonzogno-Etas, 1991, ISBN 88-454-0376-9
- 1988. Blood Shot
  - In fondo alla palude, trad. di Sofia Mohamed, Milano, Sonzogno, 1990, ISBN 88-454-0310-6
- 1990. Burn Marks
- 1992. Guardian Angel
  - Angelo custode, trad. di Anna Maria Sommariva, Milano, Sonzogno, 1993, ISBN  88-454-0542-7
- 1994. Tunnel Vision
  - Una luce in fondo all'abisso, trad. di Grazia Alineri, Milano, Sperling & Kupfer, 1997, ISBN 88-200-2373-3
- 1998. Ghost Country
  - La città degli spiriti, trad. di Adriana Dell'Orto, Milano, Sperling & Kupfer, 1999,  ISBN 88-200-2835-2 [non fa parte della serie di V.I. Warshawski]
- 1999. Hard Time
- 2001. Total Recall
- 2003. Blacklist
- 2005. Fire Sale
- 2008. Bleeding Kansas  [non fa parte della serie di V.I. Warshawski]
- 2009. Hardball
- 2010. Body Work
- 2012. Breakdown
- 2013. Critical Mass
- 2015. Brush Back
- 2017. Fallout
- 2018. Shell Game: A V.I. Warshawski Novel, William Morrow
- 2020. Dead Land

### Raccolte di racconti. Racconti brevi
- 1991. A Woman's Eye: stories. Antologia di 21 racconti di scrittrici di gialli raccolti da Sara Paretsky. Comprende il suo Settled Score
- 1995. Windy City Blues
- 1995. A Taste of Life and Other Stories
- 1996. Women on the case. Antologia di racconti di diverse autrici di gialli raccolti e introdotti da Sara Paretsky. Comprende il suo racconto Publicity stunts
- 2002. V.I. x 2: Photo finish and Publicity stunts
- 2007. Sisters on the case : celebrating twenty years of sisters in crime. Antologia di 25 racconti di autrici di gialli raccolti da Sara Paretsky. Comprende il suo A family Sunday in the park
- 2009. V I x3. Tre racconti con VI Warshawski, originariamente pubblicati su riviste, disponibili insieme solo in VI x 3
- 2017. Wildcat: V I Warshawski's First Case (formato ebook)
- 2020. Love & other crimes : stories. 14 racconti in parte nuovi, in parte già pubblicati. Due - Wildcat e Dean on the Edge sono stati precedentemente pubblicati solo in formato ebook.

### Saggi
- 1975. Case Studies in Alternative Education. Chicago Center for New Schools
- 2007. Writing in an Age of Silence
- 2016. Words, Works, and Ways of Knowing: The Breakdown of Moral Philosophy in New England Before the Civil War.

## Premi
- Anthony Award: nomination di Killing Orders come miglior romanzo (1986)[5]
- Anthony award: nomination di In fondo alla palude come miglior romanzo (1989)[5]
- Anthony award: vincitrice nella sezione "miglior raccolta di racconti" con A Woman's Eye (1992)[6]
- Anthony award: premio alla carriera (2011)[6]